# Matti Ahde
Matti Allan Ahde,[uttal saknas] född 23 december 1945 i Uleåborg, död 20 december 2019 i Helsingfors, var en finländsk politiker (socialdemokrat). Han var inrikesminister 1982–1983 i regeringarna Sorsa III och Sorsa IV, miljöminister 1983–1987 i den senare och riksdagens talman 1987–1989. Ahde var riksdagsledamot 1970–1990 (Uleåborgs läns valkrets) samt 2003–2011 (Uleåborgs valkrets).

## Utmärkelser
- Riddartecknet av I klass av Finlands Vita Ros’ orden,  1980[1]
- Renässansens högsta orden,  1987[1]
- Kommendörstecknet av I klass av Finlands Lejons orden,  1989[1]
- Finlands idrottskulturs stora förtjänstkors,  1995[1]

[Redigera Wikidata]